# Matej Meštrović
Matej Meštrović (Zagreb, 16. lipnja 1969.) je hrvatski pijanist i skladatelj. Sin je pijanistice Sretne Meštrović.

## Životopis
Rođen je 16. lipnja 1969. u Zagrebu u umjetničkoj obitelji. Klavir je počeo učiti kada mu je bilo 4 godine. Ljevoruk je, što se posebno ističe u njegovim virtuoznim skladbama za klavir, kako u ritmici tako i u zahtjevnosti tehnike lijeve ruke. 
Prvi veći nastup održava kao šestogodišnjak u Hrvatskom glazbenom zavodu. Od 1982. do 1990. godine osvaja prve nagrade na bijenalnim natjecanjima učenika i studenata Hrvatske i bivše Jugoslavije.
Na Danima hrvatske glazbe sudjeluje kao najmlađi skladatelj (1985.).
U siječnju 1990. godine "spašava" praizvedbu baleta Kraljevo Borisa Papandopula pročitavši i naučivši za tri dana kompletan rukopis ovog opsežnog glazbenog djela, dva tjedna prije premijere. Nakon Kraljeva godinu dana radi u zagrebačkom Hrvatskom narodnom kazalištu kao korepetitor. Iste godine vodi zbor dječačkog sjemeništa u Zagrebu.
Nekoliko puta nastupio je na festivalu nove umjetničke glazbe Muzičkom biennalu u Zagrebu.      
Autor je glazbe za više od 400. dokumentarnih filmova, kazališnih predstava i reklamnih spotova, a osim kao skladatelj, ogledao se i kao redatelj u domeni putopisnog filma, za što je dobio niz nagrada u Hrvatskoj i inozemstvu.     
Često surađuje s redateljem i putopiscem Stipom Božićem. Njegova glazba skladana za Božićeve dokumentarne filmove Dubine, Sjeverni Pol, Dhalaugiri i Reticent Wall, koji je osvojio prvu nagradu na Međunarodnom festivalu u Trentu u Italiji nalazi se i na nosačima zvuka Svete planine svijeta te Pustinje svijeta.
Meštrovićev autorski CD pod naslovom "Zvuci Velebita" distribuiran je u nakladi od 45.000 primjeraka uz ugledni časopis "National Geographic".
Svojom glazbom sudjelovao je u kreiranju hrvatskih paviljona na 3 svjetske izložbe Expo. Expo 1998 Lisabon, za čiju je izvanrednu realizaciju nagrađen i Nagradom Grada Zagreba, Expo 2000 Hanover i Expo 2010 Shanghai.
Kao skladatelj i redatelj radi na promociji hrvatskih dobara upisanih na UNESCO-vom Popisu svjetske baštine i na UNESCO-vom Popisu nematerijalne kulturne baštine čovječanstva.
Surađuje kao klavirski aranžer na gotovo svim albumima crossover pijanista Maksima Mrvice.
Godine 2009. osniva ansambl Orient Expresto (danas - Meštrović & Expresto) za dva klavira i udaraljke s pijanisticom Kristinom Bjelopavlović i udaraljkašem Bornom Šercarom te s njima uspješno nastupa kako u Hrvatskoj tako i u inozemstvu.
2010. Muzički Informativni Centar objavljuje njegov notni materijal za dva klavira Twenty Fingers, dok on završava autorsku glazbu za serijal Stipe Božića Pustinje Svijeta, dobiva nagradu Oktavijan na "Danima hrvatskog filma" za film "Hercegovina – Zemlja Svjetlosti" (namjenski film), za EXPO u Shanghai sklada glazbu za hrvatski paviljon, Aquarius Records objavljuje mu autorski CD Deserts Of The World nominiran za Porina 2011., te osvaja nagradu Baldo Čupić za najbolji nacionalni turistički film koja uključuje i prikazivanje filma u 50 država širom svijeta.
Kao pijanist i autor s ansamblom Sudar Percussion snimio je autorski album za klavir i udaraljke Eat suite.
U srpnju 2013. vlastitom skladbom – pisanom za Simfonijski orkestar Muzičke akademije iz Zagreba, Zbor Libertas i ansambl Linđo – otvara 64. Dubrovačke ljetne igre. u režiji Krešimira Dolenčića.
Godine 2015. na Dubrovačkim ljetnim igrama sudjelovao je kao kompozitor i izvođač u dramskoj premijeri predstave „Dubrovačka Trilogija“ u režiji Staše Zurovca.
Veći dio 2015.godine Matej Meštrović posvetio je autorskoj obradi Vivaldijeva Četiri godišnja doba, opsežnog djela za violinu, gudački komorni ansambl, udaraljkaški ansambl i klavir, koja je uspješno praizvedena uz Zagrebačke soliste, Ansambl Sudar i Stefana Milenkovića u prepunjenoj Velikoj dvorani Vatroslava Lisinskog u 9 mjesecu 2015. godine.
Prvu polovicu 2016. godine zaokružuje s nekoliko velikih projekata, u vlastitom izdanju objavljuje solo klavirski album  “My Face Music Book”, koji je proglašen Albumom godine od ugledne američke web stranice Solopiano.com, sudjeluje kao autor i izvođač na spektakularnom otvaranju "Europskih sveučilišnih igara u Zagrebu", završava autorsku glazbu za film “Funne – Djevojke koje sanjaju more” u hrvatsko - talijanskoj koprodukciji te ima svjetsku premijeru  “Vivaldi Četiri godišnja doba za 3 klavira” na Dubrovačkim ljetnim igrama s pijanistima Matijom Dedićem i Hakanom Ali Tokerom iz Turske.  
2017. godine Izlazi CD  “Vivaldi 4 Seasons for 3 pianos” za izdavačku kuću PARMA Recordings u distribuciji NAXOSA za svjetsko tržište. CD je odmah po izlasku uvršten na Spotify listu 50 klasičnih izdanja, dobio je dvije Global Music Awards nagrade, te se emitira na radio stanicama diljem svijeta. U listopadu iste godine u vlastitoj organizaciji  rasprodao je 4 HNK ( Zagreb, Rijeka, Split i Varaždin) sa promotivnim koncertima za 3 klavira pod naslovom  “4 godišnja doba u 4 HNK”
Početkom 2018. godine Jonathan Griffith (Co-Founder & Artistic Director Principal Conductor at Distinguished Concerts International New York) šalje poziv Mateju Meštroviću za nastup u prestižnoj koncertnoj dvorani Carnegie Hall. U glavnoj dvorani Stern Auditorium 15. travnja 2018. praizvedena je Meštrovićeva autorska kompozicija “Dunavska Rapsodija” za klavir i orkestar. Praizvedba “Dunavske Rapsodije” u Carnegie Hallu je ujedno i jedina praizvedba nekog hrvatskog kompozitora ikada u toj prestižnoj dvorani.
"Hrvatski pijanist u zanosu je pokidao žicu koncertnog Steinwaya. Uz Distinguished Artists Orchestra pred 2800 slušatelja u legendarnoj dvorani praizveo je svoju Dunavsku rapsodiju, a dirigirao je Miran Vaupotić." Branimir Pofuk - Večernji List
2018. praizvedena je Meštrovićeva “Kineska Rapsodija” na koncertu Kineska Nova Godina u Velikoj dvorani Lisinski sa Zagrebačkom filharmonijom i 4 vrhunska solista iz Kine pod ravnanjem maestra Jonathana Griffitha iz New Yorka.
2018. dobitnik je dvije Global Music Awards - Silver Medal Winners - Outstanding Achievement composition/composer and original score za klavirsku kompoziciju "Dream Forever", koja ujedno najavljuje njegov slijedeći klavirski projekt "Piano Waves"
U srpnju 2018. Meštrović & Expresto održali su turneju po Kini i održali jedanaest koncerata po glavnim gradovima kineskih provincija uključujući i Peking.
Meštrovićeva obrada - Brahms Hungarian Dance No.5 - u izvedbi Meštrović & Expresto na Youtube ima preko 6.7 milijuna pregleda.

2018. dobitnik je potpore u iznosu od 150.000 kn na natječaju International - Hrvatskog Društva skladatelja (HDS) za projekt “3 Rapsodije za klavir i okrestar” kroz koji je  sufinancirano studijsko snimanje sve 3 Rapsodije sa Zagrebačkom Filharmonijom u Velikoj dvorani Lisinski, a CD je objavljen 2019. u produkciji izdavačke kuće PARMA Recordings te distribuciji po čitavom svijetu putem NAXOS-a. “3 Rapsodije” su ujedno i prvi službeni CD u povijesti Zagrebačke Filharmonije za američko tržište.
“MATEJ MEŠTROVIĆ / 3 Rhapsodies for Piano & Orchestra: Proving it's a big, wide world, this Croatian native could be looked at as the Croatian John Williams as he's just at home for winning awards for classical music, soundtracks and premiering works at Carnegie Hall.” - CHRIS SPECTOR, Editor and Publisher  Midwest Record
2019. Za CD “3 Rapsodije za klavir i orkestar” osvaja prestižnu nagradu, Top of the top - Global Music Awards / Gold Medal Best Of Show.
Na prepunom Stradunu, na Svjetski Dan Glazbe, 2019. godine, imao je Svjetsku praizvedbu "New England Rhapsody" s Dubrovačkim Simfonijskim orkestrom pod ravnanjem Noormana Widjaje.
Iste godine nastupa na rasprodanoj Tvrđavi Sv. Mihovila u Šibeniku sa Južnočeškom Filharmonijom pod ravnanjem Mirana Vaupotića na koncertu "Klasika za nove generacije".
U Hrvatskom Glazbenom Zavodu otvara koncertnu sezonu Hrvatskog Komornog Orkestra pod ravnanjem Jonathana Griffitha, praizvedbom njegove kompozicije "Flautando Orchestrando" za flautu (Iris Derke), komorni orkestar i klavir.  
Tijekom 2019/2021 Meštrović & Expresto ostvaruju veoma uspješnu suradnju s Tamburaškim Orkestrom HRT-a pod ravnanjem Siniše Leopolda, uz brojne zajedničke nastupe - Novogodišnji koncert HNK Zagreb, Novogodišnji koncert HNK Varaždin, Studio Bajsić HRT te koncert na Sunčanoj Strani Prisavlja (koncert održan u doba Covida, uz izravan prijenos na HTV-u). 

2020. godine na dan razornog potresa u Zagrebu, Matej Meštrović to popodne skladao je za Hrvatski Glazbeni Zavod kompozicijju "HGZ Potresno" za koju je nekoliko dana kasnije i montirao video na temelju fotografija Zvonimira Ferine, snimljenih u HGZ-u neposredno nakon potresa.
"U kampanju pod motom 'Vaša pomoć nam je sada potrebna više nego ikad!' odmah se uključio skladatelj i pijanist Matej Meštrović koji je vlastiti doživljaj tragedije koji je zadesio najstariju hrvatsku glazbenu instituciju i duboku povezanost s HGZ-om pretočio u klavirsku kompoziciju 'HGZ Potresno'. 'Bio sam na toj pozornici i prije nego što sam se rodio, a prvi puta sam na njoj nastupio kada sam imao samo šest godina. Prizori ranjenog HGZ-a snažno su me potresli jer to je prostor u kojem sam odrastao, pozornica na kojoj sam odsvirao nebrojeno koncerata', rekao je Matej Meštrović, koji je snimio i dojmljivi video." Nina Ožegović, Tportal 
2020. Dobitnik je nagrade "Best Original Music Award" na "International Tour film Festival ITF CRO 2020" - Solin / Croatia, za video spot "Dolcello MediterrAna" koji je snimljen na Brijunima sa Anom Rucner. Ovaj video spot, kao i mnoge druge njegove spotove, Meštrović potpisuje kao kompozitor, redatelj, scenarist i montažer. 
2021. godine osvaja 2 prestižne nagrade na portalu Solopiano.com za svoj album "Piano Waves" - za najbolji album Klasične glazbe kao i za Najbolji album godine u svim kategorijama. Iste godine ima Svjetsku premijeru albuma "Piano Waves" na ljetnoj pozornici Lisinski Atrium. Za tu prigodu uz podršku Večernjeg Lista objavljuje notno izdanje nagrađenog albuma za sve čitatelje tih novina u Hrvatskoj. Ovo je jedinstven primjer u svijetu da je u dnevnim novinama besplatno podijeljeno notno izdanje autorske glazbe za klavir na poklon čitateljima.
  
  
2021. godine za nogometni klub Dinamo osmišljava i realizira "Glazbeni Identitet" kluba. Meštrovićeva glazba prati igrače prilikom izlaska na teren na stadionu Maksimir, na UEFA utakmicama je dio glazbenog programa, prati plave i klub na svim službenim događajima i aktivnostima, a dostupna je i navijačima za preuzimanje.  

"Dinamo je imao sreću što je Meštroviću pala na um suluda ideja: kreirati glazbeni identitet kluba. I napraviti to u maniri klasične glazbe. Čak i ako ne znaš ništa o Dinamu, kad klub izađe s glazbom koja budi, potiče i poziva na pobjedu kao što to čini Meštrovićeva skladba, svakoga obuzme takvo uzbuđenje da poželi biti jedan od onih jedanaest koji će dati sve na terenu. Ako postoji glazba koja najbolje motivira igrače i navijače prije nego što počne tekma, nagovori ih da mitski poginu ili pobijede, onda mora zvučati kao Meštrovićeva skladba - ponosno, gordo, borbeno, pobjednički." Boris Vlašić za Jutarnji List 
2022. godina za Meštrovića je bila iznimno uspješna. Otvorio ju je originalnim i energičnim koncertom u Hrvatskom Domu Split, obradom Vivaldija Četiri Godišnja doba za ansambl violina KINOR, predvođenih violinisticom svjetskog glasa Evgeniom Epstein. U travnju je predstavio Hrvatsku na Svjetskoj izložbi Expo Dubai 2020. U lipnju otvara obnovljenu Tvrđavu sv. Ivan u Šibeniku. U srpnju Pelješki Most svečano je otvoren Meštrovićevom kompozicijom za Okrestar, Zbor, Linđo i soliste. U studenom objavljuje svoj novi autorski album pod nazivom "Mysteria Mossoriana" koji potpisuje kao Matthaeus Maximus.  
Krajem 2022. objavljena je Meštrovićeva kompozicija za klavir i orkestar "Pleter" koju je Matej Meštrović snimio s London Symphony Orchestra u LSO St Luke's studiu za izdavačku kuću PARMA Recordings. 
Kao umjetnik redovito nastupa i odaziva se humanitarnim akcijama i koncertima, te tako surađuje s Hrvatskom ligom protiv raka, Rotary Klubom te Lions Klubom. 
Surađuje s brojnim umjetnicima - Yury Revich, Stefan Milenković, Evgenia Epstein, Matija Dedić, Hakan Ali Toker, Jonathan Griffith, Norman Widjaja, Iris Derke, Matthew Mayer, Renata Sabljak, Vanda Winter, Josipa Lisac, Ana Rucner, Zagrebački Solisti, Borna Šercar te mnogi drugi.  
Meštrović je nastupao u brojnim zemljama, ukljućujući Japan, Kinu, Tursku, Albaniju, Njemačku, Maltu, USA itd...  
Redoviti je član Hrvatskog društva skladatelja i Hrvatske zajednice samostalnih umjetnika.

## Nagrade i priznanja
- Global Music Awards – Silver Medal / Piano Trio and Best Album – 4 Seasons for 3 Pianos
- Album of the Year 2016. – Best Classical Album / Solopiano.com[18] – My Face Music Book
- Nagrada Grada Zagreba za izvanrednu realizaciju hrvatskog paviljona i izložbe na Svjetskoj izložbi EXPO ’98. u Lisabonu.
- Nagradu Oktavijan na Danima hrvatskog filma za film Hercegovina – Zemlja Svjetlosti[19]
- Posebna nagrada gradonačelnika grada Karlovy Vary za film Croatian Dream Dubrovnik
- Nagrada za najbolji turistički film u svim kategorijama na međunarodnom festivalu "Tourfilm" u Poznanu.
- Nagrada Baldo Čupić za najbolji nacionalni turistički film, za film Zagreb Zagreb IPF' CRO. u Solinu[20]
- Grand Prix Italia – na 47. međunarodnom festivalu turističkog filma u Lecceu za film Zagreb Zagreb
- Arara de Bronze – međunarodni festival turističkog filma TourFilm Brazil za film Zagreb Zagreb
- Global Music Awards - Silver Medal Winners - Outstanding Achievement composition/composer za kompoziciju "Dream Forever"
- Top of the top - GLOBAL MUSIC AWARDS / GOLD MEDAL BEST OF SHOW - "3 Rapsodije za Klavir i Orkestar"
- Najbolji album Klasične glazbe kao i za Najbolji album godine u svim kategorijama / Solopiano.com za album "Piano Waves"
- Best Original Music Award at the "International Tour film Festival ITF CRO 2020" - Solin / Croatia
- Global Music Awards - 2 Silver Medals Outstanding Achievement - Ambient/Composer 2022 - Myteria Mossoriana

## Vanjske poveznice
- Hrvatsko društvo skladatelja – Matej Meštrović (životopis)  Arhivirana inačica izvorne stranice od 29. listopada 2013. (Wayback Machine)
- PARMA Recordings – Matej Meštrović (životopis) (hrv.) (engl.)
- Matej Meštrović – Službeni Sound Cloud Kanal
- Le Petit Festival du Théâtre 2012 – Croatia meets Japan: Matej Mestrovic (engl.) (hrv.)
- HDS ZAMP – Matej Meštrović: „Prava vrijednost glazbe ne mjeri se veličinom publike“ (intervju)
- Discogs.com – Matej Meštrović (diskografija) (engl.)